# Stăpânul lumii (roman de Aleksandr Beleaev)
Stăpânul lumii (ortografiat și ca Stăpînul lumii) (rusă Властелин мира) este un roman științifico-fantastic de Aleksandr Beleaev. A fost publicat pentru prima dată în revista Gudok în 1926 (octombrie-noiembrie). Textul integral a fost publicat ca o carte separată în 1928. Romanul este dedicat problemei transmiterii gândurilor la distanță, influenței asupra creierului uman, despre care autorul a fost întotdeauna interesat.

## Prezentare
Stirner și Kaczynski împiedică războiul cu ajutorul unui aparat care transmite gânduri la distanță, ceea ce a oferit condițiile pentru crearea unui URSS mondial

## Traduceri în limba română
- Stăpînul lumii (1926), traducere de D. Manu și M. Cardaș. Publicat în Aleksandr Beleaev - Stăpînul lumii, Opere alese III, Editura Tineretului, București, 1964.

## Vezi și
- Lista volumelor publicate în Colecția SF (Editura Tineretului)